# 237 Coelestina
237 Coelestina este un asteroid din centura principală, descoperit pe 27 iunie 1884, de Johann Palisa.